# Мехмед Абдулкерим-эфенди
Шехзаде Мехмед Абдулкерим-эфенди (тур. Şehzade Mehmed Abdülkerim Efendi; 27 июня 1906 — 3 августа 1935) — представитель дома Османов. Единственный сын Мехмеда Селима-эфенди, внук султана Абдул-Хамида II.

## Биография
Мехмед Абдулкерим Эфенди родился 27 июня 1906 года в Стамбуле. Получил орбазование в Галатасарайском лицее. После изгнании династии Осмнанов в 1924 году, он и его семья поселились сначала в Дамаске, а затем в Джунии.
В 1933 году он был приглашен правительством Японии, скорее всего для того, чтобы используя его статус, оказывать влияние на мусульман Центральной Азии. Не придя к общему мнению с Японским правительством, Мехмед Абдулкерим Эфенди отправляется в Восточный Туркестан, для подталкивания уйгуров к восстанию против китайского правительства. После ряда неудач он уехал сначала в Британскую Индию, а позже в США. Он был найден мертвым в гостиничном номере 3 августа 1935 года, и похоронен в Нью-Йорке.

## Личная жизнь
Мехмед Абдулкерим Эфенди женился в 1930 году на Нимет Ханым. Однако, через год они развелись. В браке родился один сын и позже родится еще один сын вне брака. Они оба в будущем станут главами Османского дома.
- Дюндар Османоглу (30 декабря 1930 — 18 января 2021), глава дома Османов (2017—2021).
- Харун Османоглу (род. 22 января 1932), глава дома Османов (с 2021 года)